# Christoph Wilhelm von Boyen
Christoph Wilhelm von Boyen (geb. 1720 (oder 1721) in Rehstall; gest. 22. Februar 1793 ebenda) war ein preußischer Leutnant, Landrat und Landesdirektor.

## Herkunft
Christoph Wilhelm von Boyen war der Sohn von Andreas von Boyen († um 1732), russischer Obristleutnant und Erbherr auf Bosemb.

## Leben
Nach seinem Eintritt in die preußische Armee stieg er im Infanterie-Regiment von Anhalt bis zum Rang eines Leutnants auf. Nach seiner Verabschiedung vom Militär ließ er sich erst in Ortelsburg und später in Rogallen nieder. Von 1752 bis 1770 amtierte er als erster Landrat des Kreises Neidenburg, ihm im Amt folgte Samuel Sigismund von Haubitz. Von 1782 bis 1789 amtierte er als Landrat des Kreises Rastenburg. 1786 übernahm er zusätzlich den Posten als Landesdirektor. Amtsnachfolger als Landrat des Kreises Rastenburg wurde August Leopold von der Goltz.

## Persönliches
Christoph Wilhelm von Boyen saß auf Moithienen und war in erster Ehe mit Maria Sophia, geb. Küchenmeister von Sternberg auf Reitwein, verheiratet. In zweiter Ehe vermählte er sich mit Anna Juliane (* 1742), geb. von Hoendorff auf Junkerchen. Von Boyen starb 1793 als Landesdirektor und Erbherr auf Bäslack, Rehstall und Stumplack.